# Askkroken
Askkroken là một làng nằm ở Na Uy.